# Federico IV de Brunswick-Lüneburg

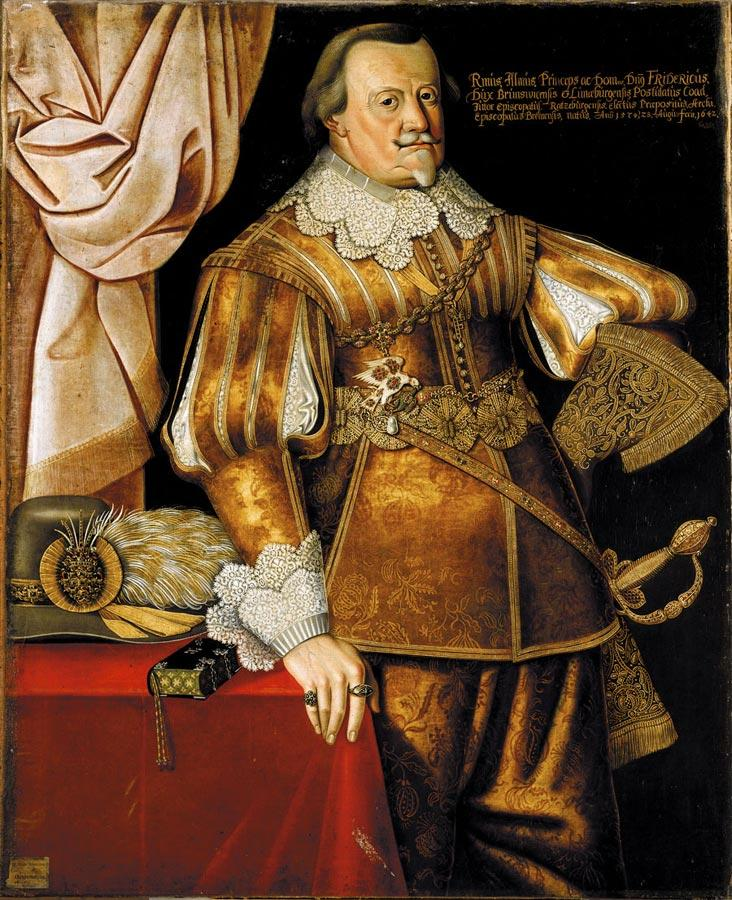
Federico IV

Federico de Brunswick-Lüneburg (28 de agosto de 1574, Celle; 10 de diciembre de 1648, ibíd) fue, de 1636 a 1648, Príncipe de Lüneburg. Fue obispo adjunto de la diócesis de Ratzeburg y preboste electo de la archidiócesis de Bremen.
Era el décimo hijo de Guillermo de Brunswick-Luneburgo (1535-1592) y su esposa Dorotea de Dinamarca (1546-1617), hija del rey Cristián III de Dinamarca (1503-1559). Pertenecía a la casa de Lüneburg.
El duque Friedrich fue enterrado en la cripta real en la iglesia de la ciudad de Santa María en Celle.

## Ancestros
| Federico IV, Duque de Brunswick-Lüneburgo | Padre: Duque Guillermo de Brunswick-Luneburgo            | Abuelo paterno: Duque Ernesto I de Brunswick-Luneburgo  | Bisabuelo paterno: Duque Enrique el Mediano de Brunswick-Luneburgo |
| Federico IV, Duque de Brunswick-Lüneburgo | Padre: Duque Guillermo de Brunswick-Luneburgo            | Abuelo paterno: Duque Ernesto I de Brunswick-Luneburgo  | Bisabuela paterna: Duquesa Margarita de Sajonia                    |
| Federico IV, Duque de Brunswick-Lüneburgo | Padre: Duque Guillermo de Brunswick-Luneburgo            | Abuela paterna: Princesa Sofia de Mecklemburgo-Schwerin | Bisabuelo paterno: Duque Enrique V de Mecklemburgo-Schwerin        |
| Federico IV, Duque de Brunswick-Lüneburgo | Padre: Duque Guillermo de Brunswick-Luneburgo            | Abuela paterna: Princesa Sofia de Mecklemburgo-Schwerin | Bisabuela paterna : Duquesa Úrsula de Brandeburgo                  |
| Federico IV, Duque de Brunswick-Lüneburgo | Madre: Princesa Dorothea de Dinamarca Brunswick-LüDoroth | Abuelo materno: Rey Cristian III de Dinamarca           | Bisabuelo materno: Rey Federico I de Dinamarca                     |
| Federico IV, Duque de Brunswick-Lüneburgo | Madre: Princesa Dorothea de Dinamarca Brunswick-LüDoroth | Abuelo materno: Rey Cristian III de Dinamarca           | Bisabuela materna: Princesa Anna de Brandeburgo                    |
| Federico IV, Duque de Brunswick-Lüneburgo | Madre: Princesa Dorothea de Dinamarca Brunswick-LüDoroth | Abuela materna: Duquesa Dorotea de Sajonia-Lauenburgo   | Bisabuelo materno: Duque Magnus I de Sajonia-Lauenburgo            |
| Federico IV, Duque de Brunswick-Lüneburgo | Madre: Princesa Dorothea de Dinamarca Brunswick-LüDoroth | Abuela materna: Duquesa Dorotea de Sajonia-Lauenburgo   | Bisabuela materna: Duquesa Catalina de Brunswick-Wolfenbüttel      |

- Datos: Q68652
- Multimedia: Frederick IV, Duke of Brunswick-Lüneburg (1574–1648) / Q68652